# Ortaštvo
Ortaštvo je zajednica osoba i dobara bez pravne osobnost. Naziva se još i društvom građanskog prava. Ugovorom o ortaštvu uzajamno se obvezuju dvije ili više osoba uložiti svoj rad i/ili imovinu radi postizanja zajedničkog cilja.

## Oblici

### Komanditno društvo
Komanditno društvo (k.d.) je gospodarski subjekt u Republici Hrvatskoj. Komanditno društvo je trgovačko društvo u koje se udružuju dvije ili više osoba radi trajnog obavljanja djelatnosti pod zajedničkom tvrtkom, od kojih najmanje jedna odgovara za obveze društva neograničeno i solidarno cijelom svojom imovinom (komplementar), a najmanje jedna odgovara za obveze društva samo do iznosa određenog imovinskog uloga u društvo (komanditor).
Komanditno društvo nema temeljnoga kapitala.
Osniva se društvenim ugovorom, nema tijela društva, društvo vode i zastupaju komplementari, a komanditori imaju pravo nadzora nad poslovanjem društva. Raspodjela dobiti vrši se isto kao i kod javnog trgovačkog društva.